# Eva Antoničová
Eva Antoničová, coniugata Pelikánová (Karlovy Vary, 20 maggio 1975), è un'ex cestista ceca, fino al 1992 cecoslovacca.

## Carriera
Con la Rep. Ceca ha disputato due edizioni dei Campionati europei (1995, 1997).